# December's Children (And Everybody's)
December's Children (And Everybody's) je album The Rolling Stonesa izdan krajem 1965. Album je izašao samo za američko tržište. 

## Popis pjesama
1. "She Said Yeah"
2. "Talkin' About You"
3. "You Better Move On"
4. "Look What You've Done"
5. "Singer Not the Song"
6. "Route 66"
7. "Get Off of My Cloud"
8. "I'm Free"
9. "As Tears Go By"
10. "Gotta Get Away"
11. "Blue Turns to Grey"
12. "I'm Moving On"

## Singlovi
- "Get Off Of My Cloud"
- "As Tears Go By"

## Top ljestvice

### Album
| Godina | Ljestvica            | Pozicija |
| ------ | -------------------- | -------- |
| 1966.  | Billboard Pop Albumi | #4       |

### Singlovi
| Godina | Singl                 | Ljestvica             | Pozicija |
| ------ | --------------------- | --------------------- | -------- |
| 1965.  | "Get Off Of My Cloud" | UK Top 50 Singlova    | #1       |
| 1965.  | "Get Off Of My Cloud" | The Billboard Hot 100 | #1       |
| 1966.  | "As Tears Go By"      | The Billboard Hot 100 | #6       |

## Članovi sastava na albumu
- Mick Jagger - pjevač, usna harmonika, udaraljke
- Keith Richards - gitara, pjevač,
- Brian Jones - gitara, pjevač, piano
- Charlie Watts - bubnjevi, udaraljke
- Bill Wyman - bas-gitara, pjevač

## Vanjske poveznice
- allmusic.com - December's Children (And Everybody's)